# صندوق آنا ليند التذكاري
صندوق آنا ليند التذكاري (بالسويدية: Anna lindhs minnesfond) هو صندوق تذكاري اُنشئ لإحياء ذكرى السياسية السويدية آنا ليند، التي اغتيلت في عام 2003.منح الصندوق يوم 18 يونيو 2004 صحفية أميرة هاس 250.000 كرونه سويدية لتقاريرها عن الصراع الإسرائيلي الفلسطيني.

## الجوائز
- 2004 : أميرة هاس، صحفية (إسرائيل)
- 2005 : توستان ومؤسسة آنا ليند (السنغال)

## وصلات خارجية
- الموقع الرسمي ل Anna Lindh Memorial Fund